# Пурайи, Бернар
Бернар Пурайи (фр. Bernard Pourailly; 1775—1828) — французский военный деятель, бригадный генерал (1811 год), барон (1808 год), участник революционных и наполеоновских войн.

## Биография
Бернар Пурайи родился в семье корабельного плотника Луи Пурайи (фр. Louis Pourailly; 1734—1802) и его супруги Этьеннетты Казад (фр. Etiennette Cazade; до 1743—после 1805). Начал военную службу 1 ноября 1792 года солдатом 1-го батальона волонтёров департамента Нижних Пиренеев. С 1793 по 1795 года ражался в составе Армии Восточных Пиренеев. Был ранен в сражении 30 апреля 1794 года при Булу. 5 ноября 1795 года определён в 29-ю полубригаду лёгкой пехоты. Вышел в отставку сразу после получения известий о гибели старшего брата, полковника Бернара-Этьена Пурайи (фр. Bernard-Étienne Pourailly), 5 августа 1796 года в сражении при Кастильоне.
Возвратился к активной службе 5 мая 1800 года в звании капитана 4-й полубригады линейной пехоты, входившей в состав Рейнской армии. 20 февраля 1801 года переведён в полк пеших гренадеров Консульской гвардии, где возглавил роту. 3 марта 1804 года произведён в командиры батальона данного полка. 21 августа 1805 года получил звание полковника с назначением командиром 24-го полка лёгкой пехоты, который входил в состав пехотной дивизии Вандама 4-го армейского корпуса маршала Сульта Великой Армии. 11 сентября 1805 года женился в Олорон-Сент-Мари на Мари Анжеле Касанев (фр. Marie Angèle Casanave; около 1781).
Сразу после свадьбы отправился к своему полку, и принимал участие в кампаниях 1805, 1806 и 1807 годов, отличился в сражении при Аустерлице. 8 февраля 1807 года был ранен при Эйлау. 17 марта 1808 года получил дотацию в 4000 франков с Вестфалии. В ходе Австрийской кампании 1809 года был тяжело ранен 6 июля в сражении при Ваграме и 12 января 1810 года был снят с поста командира полка вследствие потери левой руки.
28 декабря 1810 года возвратился к активной службе с назначением командиром 8-го полка лёгкой пехоты, и служил в гарнизонах Иллирийских провинций. 6 августа 1811 года произведён в бригадные генералы. 17 января 1812 года был назначен военным комендантом Хорватии, затем в декабре 1812 года – комендантом Триеста, и, наконец, Карлштадта. 3 марта 1813 года определён в Наблюдательный корпус Италии, переименованный в мае того же года в 11-й армейский корпус Великой Армии. 4 августа 1813 года получил разрешение возвратиться во Францию по причине болезни. 22 декабря 1813 года зачислен в состав Резервной Пиренейской армии. С 24 марта 1814 года числился во 2-й резервной дивизии Пиренейской армии. С 1 сентября 1814 года без служебного назначения. Во время «Ста дней» присоединился к Императору и с 8 мая 1815 года занимался формированием Национальной гвардии департамента Сены и Уазы. 24 мая назначен в состав дивизии тиральеров Национальной гвардии Парижа. 20 июня отличился при обороне предместья Сен-Дени и в июле присоединился к дивизии генерала Амбера Луарской армии. После второй Реставрации с 7 августа 1815 года без служебного назначения. 30 декабря 1818 года он был зачислен в резерв Генерального штаба армии, а приказом от 16 февраля 1825 года отправлен в отставку. Умер 30 июня 1828 года в Париже в возрасте 53 лет и был похоронен на кладбище Пер-Лашез.

## Воинские звания
- Младший лейтенант (26 марта 1793 года);
- Лейтенант (8 ноября 1793 года);
- Капитан (17 октября 1794 года);
- Капитан гвардии (20 февраля 1801 года);
- Командир батальона (3 марта 1804 года);
- Полковник (21 августа 1805 года);
- Бригадный генерал (6 августа 1811 года).

## Титулы
- Барон Пурайи и Империи (фр. baron Pourailly et de l’Empire; декрет от 19 марта 1808 года, патент подтверждён 8 мая 1808 года)[2].

## Награды
Легионер ордена Почётного легиона (18 декабря 1803 года)
 Офицер ордена Почётного легиона (14 июня 1804 года)
 Командор ордена Почётного легиона (22 июня 1813 года)